# Daniel Steinhofer

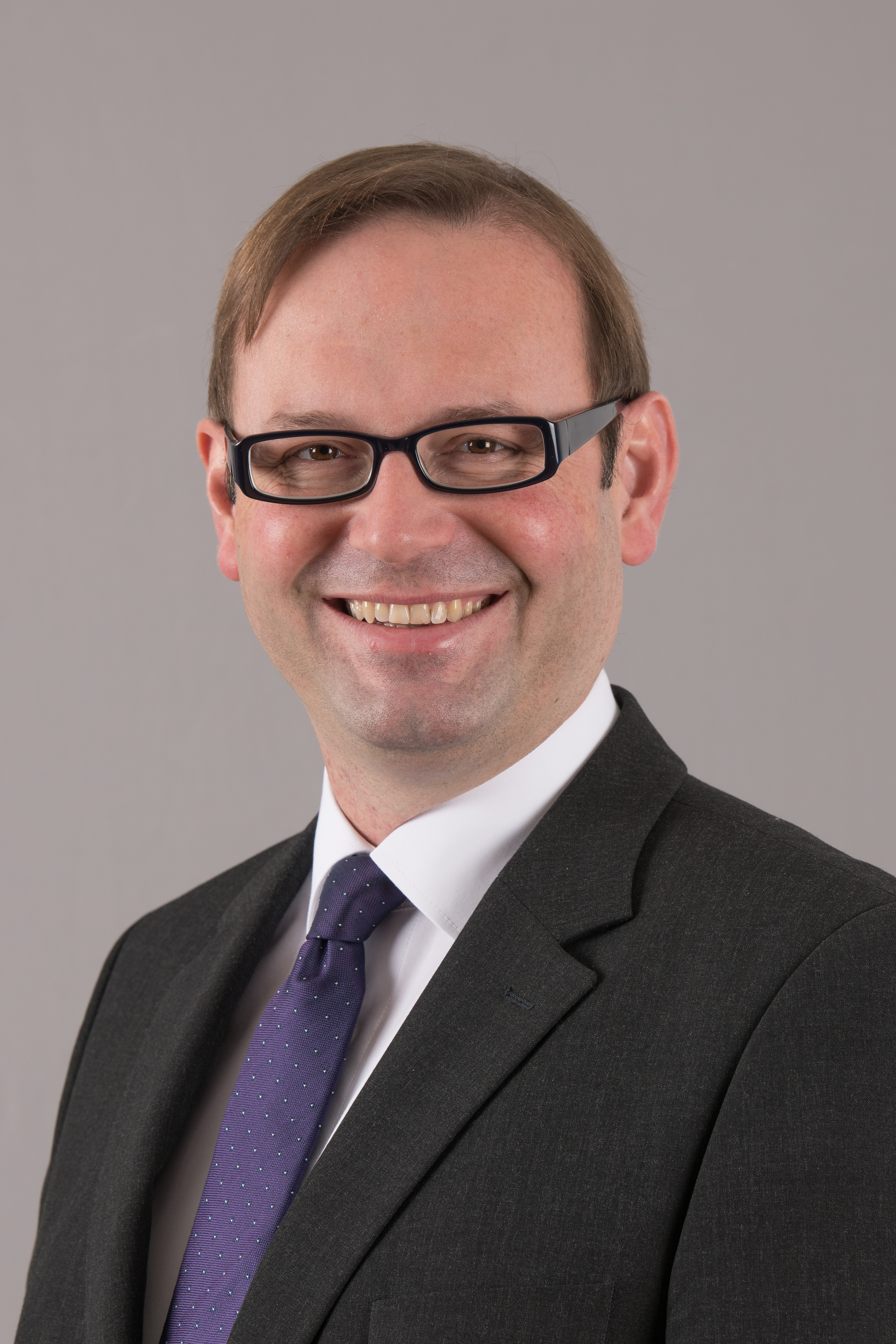
Daniel Steinhofer (2017)

Daniel Steinhofer (* 29. Juli 1978 in Lustenau) ist ein österreichischer Politiker (ÖVP) und Versicherungsangestellter. Steinhofer war von 2014 bis 2019 Abgeordneter zum Vorarlberger Landtag und ist seit 2019 Lustenauer Vizebürgermeister.

## Politisches Wirken

### Gemeindeebene
Daniel Steinhofer übernahm erstmals nach der Gemeindevertretungswahl 2005 ein politisches Amt, als er für eine Legislaturperiode Ersatzmitglied der Gemeindevertretung seiner Heimatgemeinde Lustenau wurde. Im Anschluss an die Gemeindevertretungswahl 2010 wurde Steinhofer Mitglied der Gemeindevertretung und von dieser als Gemeinderat mit Zuständigkeit für Kultur, das Historische Archiv der Marktgemeinde, die Rheintalische Musikschule, den Reichshofsaal und die Denkmalpflege in den Gemeindevorstand gewählt.
Ebenfalls seit 2010 ist er Obmann des ÖAAB in Lustenau, seit Dezember 2014 darüber hinaus auch Ortsparteiobmann der ÖVP Lustenau. Am 2. Juni 2015 wurde Steinhofer zum Bezirksparteiobmann der ÖVP im Bezirk Dornbirn gewählt.
Seit 27. Februar 2019 ist Daniel Steinhofer Vizebürgermeister der Gemeinde Lustenau.

### Landesebene
Nach der Landtagswahl 2014 zog Daniel Steinhofer als Nachrücker für Landesrat Christian Bernhard auf einem Grundmandat im Wahlbezirk Dornbirn in den Vorarlberger Landtag ein. Im Landtag war er für den ÖVP-Landtagsklub Bereichssprecher für die Themen Verkehr und Infrastruktur sowie Kultur. Nach der Landtagswahl 2019 schied Steinhofer als Abgeordneter wieder aus dem Landtag aus.

## Privates
Daniel Steinhofer ist verheiratet, hat drei Kinder und wohnt mit seiner Familie in Lustenau.